# Kylinxia zhangi
Kylinxia zhangi — викопний вид членистоногих тварин. Мешкав він приблизно 518 млн років тому у кембрійському періоді. Описаний у 2020 році науковцями Нанкінського інституту геології та палеонтології Китайської академії наук з шести зразків, що виявлені у 2019 році у Маотяньшаньських сланцях (формація Юаньшань) в провінції Юньнань на півдні Китаю. Вважається, Kylinxia є перехідною ланкою між Anomalocarida і справжніми членистоногими.

## Назва
Родова назва Kylinxia з китайської мови перекладається як «креветка схожа на ціліня» (цілінь — істота з китайської міфології). Видова назва вшановує Чжана Егуея, який знайшов декілька зразків виду.

## Опис
Тварина зовні схожа на креветку, завдовжки близько 5 см і завширшки до 1,2 см. Вид дуже схожий на кембрійську Opabinia. Як і Opabinia, він має п'ять очей і довге сегментированное тіло. Його тіло ділиться на три частини: голову, тулуб і пігідій. Голова має вигляд зрощеного щита, що несе п'ятеро очей, прикріплених до очних стебел. Двоє очей вдвічі більші трьох інших. Є 15 зчленованих відростків, кожен з яких має кінцеві шипи. На відміну від Opabinia, у якої був подовжений хоботок попереду голови, у Kylinxia була пара колючих хижих кінцівок за ротом, подібні до тих, які спостерігалися у радіодонтів. Ці придатки сегментовані поперечно, як у Anomalocaris і Ramskoeldia. Однак на відміну від радіодонтів, ці придатки обернені вгору і не мають зовнішніх шипів, що характерно для інших кембрійських членистоногихз класу Megacheira.
Тулуб охоплює більшу частину довжини тіла і складається до 25 сегментів (тергітов). Все придатки тулуба двогілясті, що складаються приблизно з семи сегментів. Пігідій має трилопатеве хвостове віяло, що складається з середини і пари бічних стулок, як це трапляється у деяких інших кембрійських членистоногих.